# Nemocnice Soroka

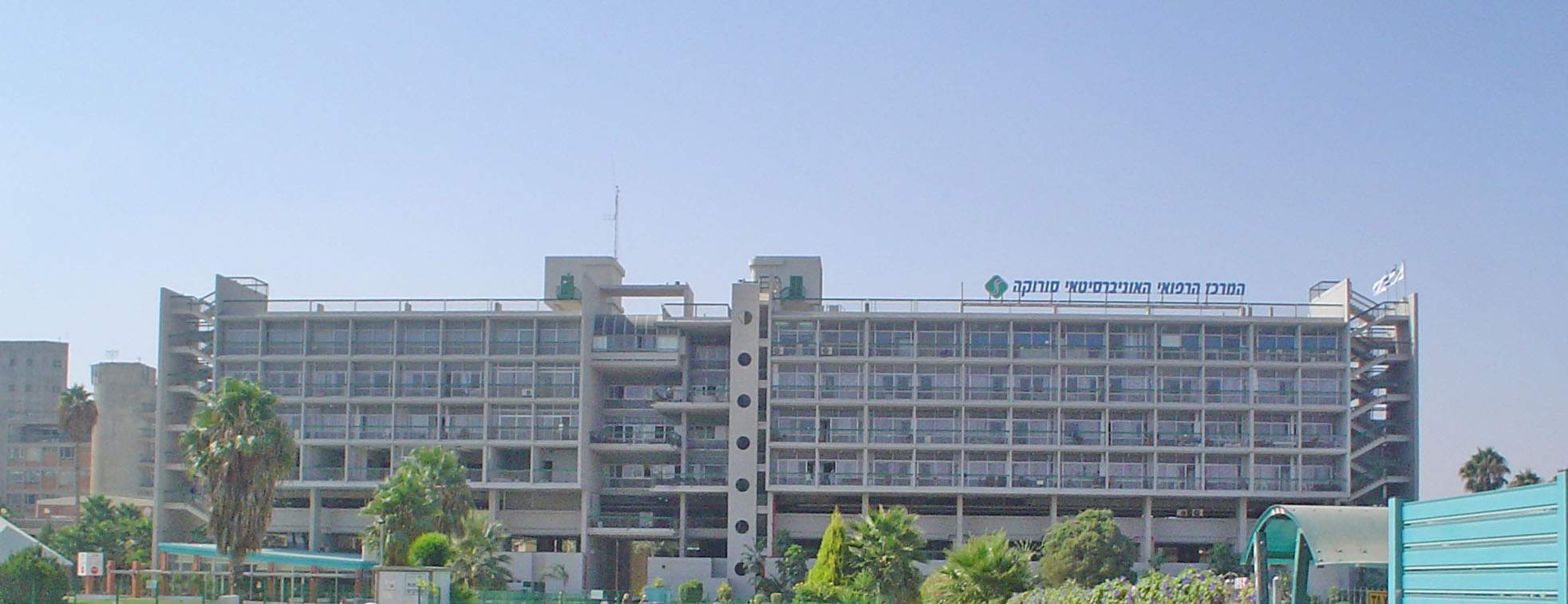
Budova nemocnice Soroka

Nemocnice Soroka (hebrejsky המרכז הרפואי האוניברסיטאי סורוקה‎, anglicky Soroka Medical Center) je nemocnice v izraelském městě Beerševa. Jde o největší nemocnici v jižním Izraeli a čtvrtou největší v zemi s celkovým počtem zhruba 1000 lůžek. Provozuje ji zdravotní pojišťovna Klalit a Israeli Health Maintenance Organization (HMO). Nemocnice slouží pro různé etnické komunity, včetně pacientů z beduínských komunit z Negevské pouště. Jedná se o fakultní nemocnici, spolupracující s lékařskou fakultou Ben Gurionovy univerzity, jejíž kampus se nachází v blízkosti nemocnice.
19. června 2025 byla zasažena při raketovém útoku Íránu.